# Phelotrupes armatus
Phelotrupes armatus är en skalbaggsart som beskrevs av Antoine Boucomont 1905. Phelotrupes armatus ingår i släktet Phelotrupes och familjen tordyvlar. Inga underarter finns listade i Catalogue of Life.